# Phobia (альбом Breaking Benjamin)
Phobia (с англ. — «Фобия») — третий студийный альбом постгранж группы Breaking Benjamin, выпущен 8 августа 2006 года. Был быстро распродан в крупнейших розничных сетях, таких, как Best Buy и Target Corporation. В первую же неделю была продана 131 тысяча копий, что сделало альбом самым продаваемым за всю историю группы. К этому моменту Phobia заняла второе место в US Billboard Top 200. По состоянию на 5 мая 2007 года альбом расположился на 38 позиции по версии журнала Billboard 100. 21 мая 2009 года Американская ассоциация звукозаписывающих компаний предоставила альбому статус платинового диска.

## Об альбоме
Диск записан на The Barbershop Studios в городе Хопэтконг, штат Нью-Джерси. Phobia и сингл с него The Diary of Jane считаются самыми продаваемыми за всю историю лейбла Hollywood Records
Phobia — первый альбом с новым барабанщиком Чадом Зелига, который заменил ушедшего Джереми Хэммела.
В Intro к альбому слышны звуки аэропорта: голос диктора, взлет и посадка самолетов. Этот факт и название альбома (Фобия) рассказывают о страхах солиста группы Бена Бернли летать на самолетах, водить машину и т. д. Песня The Diary of Jane присутствует в саундтреке к игре NASCAR 07. Песня Topless — старая композиция, написанная ещё до выхода первого альбома группы Saturate.

## Список композиций
1. Intro (1:14)
2. The Diary of Jane (3:23)
3. Breath (3:38)
4. You (3:22)
5. Evil Angel (3:38)
6. Until the End (4:13)
7. Dance with the Devil (3:47)
8. Topless (3:03)
9. Here We Are (4:19)
10. Unknown Soldier (3:46)
11. Had Enough (3:50)
12. You Fight Me (3:13)
13. Outro (2:10)
14. The Diary of Jane (Acoustic) (3:06)

## Phobia Collector’s Edition
В апреле 2007 года вышел Phobia Collector’s Edition и DVD Live — The Homecoming — специальное издание, включающее в себя видеозапись и треки с выступления на Stabler Arena (город Бетлехем, Пенсильвания) в феврале 2007 года.

### Список композиций
1. Polyamorous
2. Home
3. Shallow Bay
4. Breakdown
5. Topless
6. Away
7. The Diary of Jane
8. Dance with the Devil
9. Until the End
10. Had Enough
11. Sooner or Later
12. Break My Fall
13. So Cold
14. Breath
15. Evil Angel

## Участники записи

### Breaking Benjamin
- Бенжамин Бернли — вокал, ритм-гитара, соло-гитара в песне «Dance with the Devil»
- Аарен Финк — соло-гитара
- Марк Клепаски — бас-гитара
- Чад Зелига — барабаны

### Приглашённые
- Себастьян Дэвин (из Dropping Daylight) — клавишные и бэк-вокал на треках № 7, 12 и 14
- Дэвид Эггар — виолончель на треке № 14